# (1773) Rumpelstilz
(1773) Rumpelstilz ou (1773) NainTracassin, désignation internationale (1773) Rumpelstilz, est un astéroïde de la ceinture principale.

## Description
(1773) NainTracassin est un astéroïde de la ceinture principale. Il fut découvert par Paul Wild le 17 avril 1968 à Zimmerwald. Il présente une orbite caractérisée par un demi-grand axe de 2,43 UA, une excentricité de 0,126 et une inclinaison de 5,398° par rapport à l'écliptique.
Il fut nommé en hommage à Rumplestiltskin, personnage principal du conte Nain Tracassin (Rumpelstilzchen en allemand) des frères Grimm.

## Compléments